# 로보카 폴리의 에피소드 목록
《로보카폴리》는 2011년부터 EBS 1TV에서 방송되는 대한민국의 어린이 애니메이션이다.

## 시리즈 개요
| 시즌 | 시즌 | 회수 | 방송 날짜        | 방송 날짜        |
| 시즌 | 시즌 | 회수 | 시즌 시작        | 시즌 종료        |
| ---- | ---- | ---- | ---------------- | ---------------- |
|      | 1    | 26   | 2011년 2월 28일  | 2011년 7월 12일  |
|      | 2    | 26   | 2011년 12월 26일 | 2012년 5월 15일  |
|      | 3    | 26   | 2014년 2월 26일  | 2014년 5월 22일  |
|      | 4    | 26   | 2015년 8월 31일  | 2015년 11월 24일 |
|      | 5    | 16   | 2022년 3월 4일   | 2022년 12월 13일 |
|      | 6    | 26   | 2026년           | 2026년           |

## 에피소드 목록

### 시즌 1
| 전체 번호 | 시즌 번호 | 제목                     | 본 방송 날짜    |
| --------- | --------- | ------------------------ | --------------- |
| 1         | 1         | "브룸스타운의 구조대"    | 2011년 2월 28일 |
| 2         | 2         | "서두르지 말아요"        | 2011년 3월 1일  |
| 3         | 3         | "콘크리트 대소동"        | 2011년 3월 7일  |
| 4         | 4         | "의심하지 말아요"        | 2011년 3월 8일  |
| 5         | 5         | "정기점검 하는 날"       | 2011년 3월 14일 |
| 6         | 6         | "유령 소동"              | 2011년 3월 15일 |
| 7         | 7         | "친구가 생겼어요"        | 2011년 3월 21일 |
| 8         | 8         | "헬리의 생일"            | 2011년 3월 22일 |
| 9         | 9         | "스쿨비의 약속"          | 2011년 3월 28일 |
| 10        | 10        | "칭찬받고 싶어요"        | 2011년 3월 29일 |
| 11        | 11        | "뽐내기 대회"            | 2011년 4월 4일  |
| 12        | 12        | "스쿨비의 선물"          | 2011년 4월 5일  |
| 13        | 13        | "깨끗이 닦아요"          | 2011년 4월 11일 |
| 14        | 14        | "할아버지, 사랑해요"     | 2011년 4월 12일 |
| 15        | 15        | "클리니, 어디 가?"       | 2011년 6월 6일  |
| 16        | 16        | "테리가 아파요"          | 2011년 6월 7일  |
| 17        | 17        | "에너지 위기 대탈출!"    | 2011년 6월 13일 |
| 18        | 18        | "부탁해, 클리니"         | 2011년 6월 14일 |
| 19        | 19        | "믹키가 화났어요"        | 2011년 6월 20일 |
| 20        | 20        | "숨바꼭질"               | 2011년 6월 21일 |
| 21        | 21        | "실수해도 괜찮아"        | 2011년 6월 27일 |
| 22        | 22        | "누구 편을 들어야 해요?" | 2011년 6월 28일 |
| 23        | 23        | "기억해, 맥스!"          | 2011년 7월 4일  |
| 24        | 24        | "베니의 꿈"              | 2011년 7월 5일  |
| 25        | 25        | "우정나무"               | 2011년 7월 11일 |
| 26        | 26        | "새 친구, 후퍼"          | 2011년 7월 12일 |

### 시즌 2
| 전체 번호 | 시즌 번호 | 제목                      | 본 방송 날짜     |
| --------- | --------- | ------------------------- | ---------------- |
| 27        | 1         | "로디는 거짓말쟁이"       | 2011년 12월 26일 |
| 28        | 2         | "따라하지 말아요"         | 2011년 12월 27일 |
| 29        | 3         | "늪 소동"                 | 2012년 1월 2일   |
| 30        | 4         | "미니의 선물"             | 2012년 1월 3일   |
| 31        | 5         | "마음을 전해요"           | 2012년 1월 9일   |
| 32        | 6         | "스푸키와 벌떼들"         | 2012년 1월 10일  |
| 33        | 7         | "같이 놀자, 포크"         | 2012년 1월 16일  |
| 34        | 8         | "은혜 갚은 클리니"        | 2012년 1월 17일  |
| 35        | 9         | "나는 내가 좋아"          | 2012년 1월 23일  |
| 36        | 10        | "레키, 레티, 레피"        | 2012년 1월 24일  |
| 37        | 11        | "보물찾기"                | 2012년 1월 30일  |
| 38        | 12        | "애니의 여행"             | 2012년 1월 31일  |
| 39        | 13        | "바닷속 친구"             | 2012년 2월 6일   |
| 40        | 14        | "욕심쟁이 휠러씨"         | 2012년 2월 7일   |
| 41        | 15        | "쓰레기 소동"             | 2012년 2월 13일  |
| 42        | 16        | "브루너의 새 공"          | 2012년 2월 14일  |
| 43        | 17        | "갖고 싶어요"             | 2012년 4월 16일  |
| 44        | 18        | "어디 있니, 진?"          | 2012년 4월 17일  |
| 45        | 19        | "포크의 비밀"             | 2012년 4월 23일  |
| 46        | 20        | "이상한 스쿨비"           | 2012년 4월 24일  |
| 47        | 21        | "용감한 머스티 할아버지"  | 2012년 4월 30일  |
| 48        | 22        | "제 얘기도 들어 주세요"   | 2012년 5월 1일   |
| 49        | 23        | "캡은 깔끔해"             | 2012년 5월 7일   |
| 50        | 24        | "편지를 전해 주고 싶어요" | 2012년 5월 8일   |
| 51        | 25        | "브룸스타운의 합창단 1"   | 2012년 5월 14일  |
| 52        | 26        | "브룸스타운의 합창단 2"   | 2012년 5월 15일  |

### 시즌 3
| 전체 번호 | 시즌 번호 | 제목                   | 본 방송 날짜    |
| --------- | --------- | ---------------------- | --------------- |
| 53        | 1         | "브룸스타운의 손님"    | 2014년 2월 26일 |
| 54        | 2         | "헬리를 구해라"        | 2014년 2월 27일 |
| 55        | 3         | "걱정하지마, 스쿨비"   | 2014년 3월 5일  |
| 56        | 4         | "동생은 정말 귀찮아"   | 2014년 3월 6일  |
| 57        | 5         | "내가 받고 싶은 선물"  | 2014년 3월 12일 |
| 58        | 6         | "우리들의 비밀기지"    | 2014년 3월 13일 |
| 59        | 7         | "테리의 새 친구"       | 2014년 3월 19일 |
| 60        | 8         | "헬리의 바람개비"      | 2014년 3월 20일 |
| 61        | 9         | "믹키는 외로워"        | 2014년 3월 26일 |
| 62        | 10        | "금 긋기 소동"         | 2014년 3월 27일 |
| 63        | 11        | "그림을 그려요"        | 2014년 4월 2일  |
| 64        | 12        | "친구가 필요해"        | 2014년 4월 3일  |
| 65        | 13        | "딸꾹질 소동"          | 2014년 4월 9일  |
| 66        | 14        | "폴리의 비밀"          | 2014년 4월 10일 |
| 67        | 15        | "초대받고 싶어요"      | 2014년 4월 16일 |
| 68        | 16        | "스푸키의 꾀병"        | 2014년 4월 17일 |
| 69        | 17        | "물건이 바뀌었어요"    | 2014년 4월 23일 |
| 70        | 18        | "솔직하게 말해요"      | 2014년 4월 24일 |
| 71        | 19        | "규칙을 지켜요"        | 2014년 4월 30일 |
| 72        | 20        | "힘내세요, 빌더씨"     | 2014년 5월 1일  |
| 73        | 21        | "클리니가 화났어요"    | 2014년 5월 7일  |
| 74        | 22        | "맥스의 물고기"        | 2014년 5월 8일  |
| 75        | 23        | "더위 소동"            | 2014년 5월 14일 |
| 76        | 24        | "벨르 아주머니의 메달" | 2014년 5월 15일 |
| 77        | 25        | "키 재기 소동"         | 2014년 5월 21일 |
| 78        | 26        | "엠버의 훈련"          | 2014년 5월 22일 |

### 시즌 4
| 전체 번호 | 시즌 번호 | 제목                   | 본 방송 날짜     |
| --------- | --------- | ---------------------- | ---------------- |
| 79        | 1         | "수상한 친구"          | 2015년 8월 31일  |
| 80        | 2         | "정리하면 좋아요"      | 2015년 9월 1일   |
| 81        | 3         | "내 맘대로 할 거야"    | 2015년 9월 7일   |
| 82        | 4         | "헬리의 소원"          | 2015년 9월 8일   |
| 83        | 5         | "똑같이 닮았어요"      | 2015년 9월 14일  |
| 84        | 6         | "마린의 꿈"            | 2015년 9월 15일  |
| 85        | 7         | "신기한 비눗방울"      | 2015년 9월 21일  |
| 86        | 8         | "대청소 소동"          | 2015년 9월 22일  |
| 87        | 9         | "브루니, 어딨니!"      | 2015년 9월 28일  |
| 88        | 10        | "행운의 쿠키"          | 2015년 9월 29일  |
| 89        | 11        | "트랙키의 특별한 초대" | 2015년 10월 5일  |
| 90        | 12        | "바다 건너 가고 싶어"  | 2015년 10월 6일  |
| 91        | 13        | "출동! 숲 속 대작전 1" | 2015년 10월 12일 |
| 92        | 14        | "출동! 숲 속 대작전 2" | 2015년 10월 13일 |
| 93        | 15        | "사과를 받아줘"        | 2015년 10월 19일 |
| 94        | 16        | "비밀 선물"            | 2015년 10월 20일 |
| 95        | 17        | "트랙키 농장의 기적"   | 2015년 10월 26일 |
| 96        | 18        | "우르르 쾅! 번개 탐험" | 2015년 10월 27일 |
| 97        | 19        | "캠프의 비밀 계획"     | 2015년 11월 2일  |
| 98        | 20        | "낚시 소동"            | 2015년 11월 3일  |
| 99        | 21        | "로이, 고마워"         | 2015년 11월 9일  |
| 100       | 22        | "사라진 스푸키"        | 2015년 11월 10일 |
| 101       | 23        | "힘들면 서로 도와요"   | 2015년 11월 16일 |
| 102       | 24        | "트랙키의 선물"        | 2015년 11월 17일 |
| 103       | 25        | "브룸스타운의 기차역"  | 2015년 11월 23일 |
| 104       | 26        | "안녕! 멋쟁이 친구"    | 2015년 11월 24일 |

### 시즌 5
| 전체 번호 | 시즌 번호 | 제목                            | 본 방송 날짜     |
| --------- | --------- | ------------------------------- | ---------------- |
| 105       | 1         | "너는 누구니?"                  | 2022년 3월 4일   |
| 106       | 2         | "포크의 선물"                   | 2022년 3월 11일  |
| 107       | 3         | "병아리 소동"                   | 2022년 3월 18일  |
| 108       | 4         | "진의 만능슈트"                 | 2022년 3월 25일  |
| 109       | 5         | "소풍가고 싶어!"                | 2022년 4월 1일   |
| 110       | 6         | "신나는 기차여행"               | 2022년 4월 8일   |
| 111       | 7         | "사막 대모험 1"                 | 2022년 4월 15일  |
| 112       | 8         | "사막 대모험 2"                 | 2022년 4월 22일  |
| 113       | 9         | "나도 공놀이를 하고 싶어"       | 2022년 10월 25일 |
| 114       | 10        | "로즈와 마리"                   | 2022년 11월 1일  |
| 115       | 11        | "클리니의 새 이웃"              | 2022년 11월 8일  |
| 116       | 12        | "할아버지는 누구 할아버지예요?" | 2022년 11월 15일 |
| 117       | 13        | "구조대가 작아졌어요"           | 2022년 11월 22일 |
| 118       | 14        | "거품소동"                      | 2022년 11월 29일 |
| 119       | 15        | "원더의 꿈"                     | 2022년 12월 6일  |
| 120       | 16        | "데이지 할머니의 친구"          | 2022년 12월 13일 |

### 시즌 6
| 전체 번호 | 시즌 번호 | 제목 | 본 방송 날짜 |
| --------- | --------- | ---- | ------------ |
| 121       | 1         | "?"  | 2026년       |
| 122       | 2         | "?"  | 2026년       |
| 123       | 3         | "?"  | 2026년       |
| 124       | 4         | "?"  | 2026년       |
| 125       | 5         | "?"  | 2026년       |
| 126       | 6         | "?"  | 2026년       |
| 127       | 7         | "?"  | 2026년       |
| 128       | 8         | "?"  | 2026년       |
| 129       | 9         | "?"  | 2026년       |
| 130       | 10        | "?"  | 2026년       |
| 131       | 11        | "?"  | 2026년       |
| 132       | 12        | "?"  | 2026년       |
| 133       | 13        | "?"  | 2026년       |
| 134       | 14        | "?"  | 2026년       |
| 135       | 15        | "?"  | 2026년       |
| 136       | 16        | "?"  | 2026년       |
| 137       | 17        | "?"  | 2026년       |
| 138       | 18        | "?"  | 2026년       |
| 139       | 19        | "?"  | 2026년       |
| 140       | 20        | "?"  | 2026년       |
| 141       | 21        | "?"  | 2026년       |
| 142       | 22        | "?"  | 2026년       |
| 143       | 23        | "?"  | 2026년       |
| 144       | 24        | "?"  | 2026년       |
| 145       | 25        | "?"  | 2026년       |
| 146       | 26        | "?"  | 2026년       |

## 폴리와 함께하는 교통안전 이야기

### 시즌 1
| 전체 번호 | 시즌 번호 | 제목                            | 본 방송 날짜     |
| --------- | --------- | ------------------------------- | ---------------- |
| 1         | 1         | "무단횡단, 따라하면 안돼요"     | 2011년 11월 14일 |
| 2         | 2         | "횡단보도를 건널 때는 이렇게"   | 2011년 11월 14일 |
| 3         | 3         | "승합차 안전하게 타고 내리기"   | 2011년 11월 15일 |
| 4         | 4         | "골목길에서 자동차를 만나면"    | 2011년 11월 15일 |
| 5         | 5         | "사각지대, 보이지 않는 위험"    | 2011년 11월 21일 |
| 6         | 6         | "비 오는 날의 안전수칙"         | 2011년 11월 21일 |
| 7         | 7         | "가족이 함께 타는 차에서는"     | 2011년 11월 22일 |
| 8         | 8         | "공이 차도로 굴러가 버렸어요"   | 2011년 11월 22일 |
| 9         | 9         | "자전거를 안전하게 타려면"      | 2011년 11월 28일 |
| 10        | 10        | "어두울 땐 밝은 옷을 입어요"    | 2011년 11월 28일 |
| 11        | 11        | "교통사고가 났을 때의 대처방법" | 2011년 11월 29일 |
| 12        | 12        | "우리마을 교통안전 지도 만들기" | 2011년 11월 29일 |

### 시즌 2
| 전체 번호 | 시즌 번호 | 제목                             | 본 방송 날짜    |
| --------- | --------- | -------------------------------- | --------------- |
| 13        | 1         | "길 모퉁이의 비밀"               | 2013년 3월 1일  |
| 14        | 2         | "주차장에서 장난을 치면 안돼요"  | 2013년 3월 8일  |
| 15        | 3         | "놀이기구 안전하게 타기"         | 2013년 3월 15일 |
| 16        | 4         | "길을 건널 땐 되돌아가지 말아요" | 2013년 3월 22일 |
| 17        | 5         | "걸어갈 땐 한눈 팔지 말아요"     | 2013년 3월 29일 |
| 18        | 6         | "자전거 안전 시험"               | 2013년 4월 5일  |
| 19        | 7         | "눈 오는 날의 안전수칙"          | 2013년 4월 12일 |
| 20        | 8         | "차 사이로 뛰어가면 위험해요"    | 2013년 4월 19일 |
| 21        | 9         | "아빠가 알려주는 자동차 이야기"  | 2013년 4월 26일 |
| 22        | 10        | "오토바이를 조심해"              | 2013년 5월 3일  |
| 23        | 11        | "공사장을 지나야 할 때에는"      | 2013년 5월 10일 |
| 24        | 12        | "차를 탈 땐 안전벨트를 꼭 매요"  | 2013년 5월 17일 |
| 25        | 13        | "두 얼굴의 학교길"               | 2013년 5월 24일 |
| 26        | 14        | "내가 바로 교통안전 퀴즈왕"      | 2013년 5월 31일 |

## 로이와 함께하는 소방안전 이야기
| 전체 회차 | 시즌 내 회차 | 제목                         | 방송일           |
| 1         | 1            | "고맙지만 무서운 불"         | 2017년 8월 29일  |
| 2         | 2            | "주방에서는 조심해요"        | 2017년 8월 29일  |
| 3         | 3            | "위험한 전기 합선"           | 2017년 9월 5일   |
| 4         | 4            | "가스화재, 깜빡하면 안돼요"  | 2017년 9월 5일   |
| 5         | 5            | "불꽃놀이 안전하게 즐기기"   | 2017년 9월 12일  |
| 6         | 6            | "우리 가족 화재대피훈련"     | 2017년 9월 12일  |
| 7         | 7            | "번개 칠 때는 조심해요"      | 2017년 9월 19일  |
| 8         | 8            | "물로 끌 수 없는 불"         | 2017년 9월 19일  |
| 9         | 9            | "무서운 산불"                | 2017년 9월 26일  |
| 10        | 10           | "멈춰요, 엎드려요, 굴러요"   | 2017년 9월 26일  |
| 11        | 11           | "소화기는 잘 보이는 곳에"    | 2017년 10월 3일  |
| 12        | 12           | "가전제품 안전하게 사용해요" | 2017년 10월 3일  |
| 13        | 13           | "올바른 전자레인지 사용법"   | 2017년 10월 10일 |
| 14        | 14           | "일일 소방대원 피터"         | 2017년 10월 10일 |
| 15        | 15           | "불이야! 외쳐요"             | 2017년 10월 17일 |
| 16        | 16           | "불장난하지 말아요"          | 2017년 10월 17일 |
| 17        | 17           | "불이 나면 숨지 말아요"      | 2011년 10월 24일 |
| 18        | 18           | "꺼진 불도 다시 봐요"        | 2017년 10월 24일 |
| 19        | 19           | "장난전화하면 안돼요"        | 2017년 10월 31일 |
| 20        | 20           | "화재신고는 이렇게"          | 2017년 10월 31일 |
| 21        | 21           | "흔들흔들 무서운 지진"       | 2017년 11월 7일  |
| 22        | 22           | "학교 화재 대피요령"         | 2017년 11월 7일  |
| 23        | 23           | "사고뭉치 버디"              | 2017년 11월 14일 |
| 24        | 24           | "고마워요, 소방관 아저씨"    | 2017년 11월 14일 |
| 25        | 25           | "뜨거운 물은 위험해요"       | 2017년 11월 21일 |
| 26        | 26           | "우리는 소방안전 우등생"     | 2017년 11월 21일 |

## 엠버와 함께하는 생활안전 이야기
| 전체 회차 | 시즌 내 회차 | 제목                           | 방송일           |
| 1         | 1            | "놀이터에서 안전하게 놀아요"   | 2018년 8월 31일  |
| 2         | 2            | "바람이 세게 불 때는 조심해요" | 2018년 8월 31일  |
| 3         | 3            | "사탕이 목에 걸렸어요"         | 2018년 9월 7일   |
| 4         | 4            | "벌이 나타났어요"              | 2018년 9월 7일   |
| 5         | 5            | "도둑잡기 소동"                | 2018년 9월 14일  |
| 6         | 6            | "무더위 주의보"                | 2018년 9월 14일  |
| 7         | 7            | "야생동물을 조심해요"          | 2018년 9월 21일  |
| 8         | 8            | "루시가 길을 잃어버렸어요"     | 2018년 9월 21일  |
| 9         | 9            | "집 안에서 안전하게 놀아요"    | 2018년 9월 28일  |
| 10        | 10           | "비가 많이 내릴 때는 조심해요" | 2018년 9월 28일  |
| 11        | 11           | "루시의 새 친구"               | 2018년 10월 5일  |
| 12        | 12           | "위험한 자전거 시합"           | 2018년 10월 5일  |
| 13        | 13           | "배탈이 났어요"                | 2018년 10월 12일 |
| 14        | 14           | "산에서 안전하게 놀아요"       | 2018년 10월 12일 |
| 15        | 15           | "안 돼요, 싫어요, 도와주세요"  | 2018년 10월 19일 |
| 16        | 16           | "감기에 걸렸어요"              | 2018년 10월 19일 |
| 17        | 17           | "계단에서 뛰지 말아요"         | 2018년 10월 26일 |
| 18        | 18           | "엘리베이터에 갇혔어요"        | 2018년 10월 26일 |
| 19        | 19           | "찌릿찌릿 무서운 전기"         | 2018년 11월 2일  |
| 20        | 20           | "눈이 많이 내릴땐 조심해요"    | 2018년 11월 2일  |
| 21        | 21           | "엄마의 생일"                  | 2018년 11월 9일  |
| 22        | 22           | "안전하게 즐기는 겨울철 운동"  | 2018년 11월 9일  |
| 23        | 23           | "열차 승강장에서 조심해요"     | 2018년 11월 16일 |
| 24        | 24           | "안전하게 물놀이를 즐겨요"     | 2018년 11월 16일 |
| 25        | 25           | "공놀이 대소동"                | 2018년 11월 23일 |
| 26        | 26           | "어린이 안전 퀴즈왕"           | 2018년 11월 23일 |

## 로보카폴리 쏭쏭뮤지엄
| 전체 회차 | 시즌 내 회차 | 제목                       | 방송일          |
| 1         | 1            | "깊은 산 속에 농부 아저씨" | 2020년 7월 2일  |
| 2         | 2            | "잘 자라 아가야"           | 2020년 7월 2일  |
| 3         | 3            | "버스를 타고 부릉부릉"     | 2020년 7월 3일  |
| 4         | 4            | "스키다마링크"             | 2020년 7월 3일  |
| 5         | 5            | "머핀맨"                   | 2020년 7월 9일  |
| 6         | 6            | "반짝 반짝 작은 별"        | 2020년 7월 9일  |
| 7         | 7            | "아기 오리 다섯 마리"      | 2020년 7월 10일 |
| 8         | 8            | "나는야 음악가"            | 2020년 7월 10일 |
| 9         | 9            | "우리 모두 다 같이 손뼉을" | 2020년 7월 16일 |
| 10        | 10           | "배를 저어요"              | 2020년 7월 16일 |
| 11        | 11           | "모두 다 루비루"           | 2020년 7월 17일 |
| 12        | 12           | "비야, 비야, 오지마"       | 2020년 7월 17일 |
| 13        | 13           | "맥도널드 아저씨의 농장"   | 2020년 7월 23일 |
| 14        | 14           | "시장에 오세요"            | 2020년 7월 23일 |
| 15        | 15           | "생일 축하합니다"          | 2020년 7월 24일 |
| 16        | 16           | "나는 고양이를 사랑해"     | 2020년 7월 24일 |
| 17        | 17           | "우리 함께 모일수록"       | 2020년 7월 30일 |
| 18        | 18           | "걸어요 걸어요"            | 2020년 7월 30일 |
| 19        | 19           | "곰이 산을 넘어요"         | 2020년 7월 31일 |
| 20        | 20           | "히코리디코리덕"           | 2020년 7월 31일 |
| 21        | 21           | "케이크를 만들자"          | 2020년 8월 6일  |
| 22        | 22           | "기차역으로 가요"          | 2020년 8월 6일  |
| 23        | 23           | "브룸스 파티"              | 2020년 8월 7일  |
| 24        | 24           | "실을 감아요"              | 2020년 8월 7일  |
| 25        | 25           | "메리의 작은 아기 양"      | 2020년 8월 13일 |
| 26        | 26           | "마법의 시간"              | 2020년 8월 13일 |